# Яшпетская волость
Яшпе́тская во́лость — административно-территориальная единица в составе Евпаторийского уезда Таврической губернии.

## История
Образована 8 (20) октября 1802 года из деревень в основном Тарханского кадылыка Козловского каймаканства. Занимала западную часть Крыма — Тарханкутский полуостров, примерно территорию современного Черноморского района.
Население волости на 1805 год составляло 4 338 человек, причём в 3 деревнях — Караджи, Степановке и Шамахе — числилось 979 помещичьих (то есть переселённых крепостных) крестьян-ногайцев. Крымских татар было 3 168, ещё 93 цыгана, 98 ясырей и 8 бездомных вольных греков. Русского населения в волости не было.

## Реформа 1829 года
В результате реформы волостного деления 1829 года волость была сохранена практически в прежнем составе и со старым волостным центром, просуществовав до земской реформы Александра II 1860-х годов, когда была преобразована в Курман-Аджинскую. На 1829 год включала следующие деревни:

| - Абуль Газы - Агоджа - Аджи Асан - Акбаш - Али Мерден - Арабаджи - Байчангурчи - Беляус-Кипчак - Буран Эли - Грилгаш - Даул джан - Джамаль - Джанбаба - Каймак - Калач - Келечи - Кельшеих | - Керлеут - Киргиз - Кирк Кулач - Кир Кульчук - Кок Кият - Конрат - Костель - Кудаш - Куль Садик - Кунак - Курман Аджи - Ойрат - Отар - Отуз - Сабанчи - Садыр - Сари Кипчак | - Табулдас - Танабай - Тарпанчи - Темыш Ас - Тереклис - Тока - Ток Шеих - Тувака - Улан Эли - Учкую Кипчак - Чегелек - Чегер Аджи - Чокрак - Чокур - Чонгурчи - Шамак - Яшпек |